# Pambolus rufus
Pambolus rufus är en stekelart som beskrevs av Braet och Van Achterberg 2003. Pambolus rufus ingår i släktet Pambolus och familjen bracksteklar. Inga underarter finns listade i Catalogue of Life.